# 3405 Daiwensai
3405 Daiwensai è un asteroide della fascia principale del diametro medio di circa 22,27 km. Scoperto nel 1964, presenta un'orbita caratterizzata da un semiasse maggiore pari a 2,6111660 UA e da un'eccentricità di 0,1138570, inclinata di 13,17077° rispetto all'eclittica.